# Protéine fibreuse
Les protéines fibreuses ou scléroprotéines constituent l'une des trois principales classes de protéines à côté des protéines globulaires et des protéines membranaires.
Elles sont de longues molécules de protéines en forme de filaments. Les protéines fibreuses se rencontrent chez les êtres vivants et sont pratiquement insolubles dans l'eau.

## Rôle structurel
À la différence des protéines globulaires, les protéines fibreuses ne sont jamais des enzymes, des hormones ou des molécules régulant quoi que ce soit. À la place de cela, elles jouent un rôle structurel et constitutif. En fonction de leur localisation dans l'organisme, on peut subdiviser les protéines fibreuses en types différents :
- Les kératines forment des tissus protecteurs du corps, tels l'épiderme, les poils, les ongles (alpha kératines) ou les plumes des oiseaux (beta kératines).
- Les collagènes constituent les tissus conjonctifs[1] comme les cartilages.
- La conchyoline dans les coquilles des mollusques
- Les élastines, également présentes dans les tissus conjonctifs, sont principalement trouvées dans les vaisseaux sanguins ou les ligaments.
- Diverses sortes de fibroïnes trouvées dans la soie, les cocons ou les toiles d'araignée.